# Carlos Guerrero (músico)
Carlos Guerrero (nacido en Lima, 15 de diciembre de 1949), es  músico, cantante, compositor, productor, cantautor y multinstrumentista peruano con una  carrera extensa como músico y cantante de We All Together. Además de imitar a John Lennon y a Paul McCartney. Desde el año 2012 hasta el 2023 fue locutor del programa Ruta 88' de Radio Mágica.

## Carrera con We All Together
En 1971 se formó  We All Together una banda de rock pop melódico peruano, la continuación de Laghonia incluyendo a Carlos Guerrero como vocalista, el cual tenía una voz muy semejante a la de John Lennon (al cual imita), haciendo  una buena fórmula para llegar a la fama, es así que graban su primer álbum en Long Play en con el mismo nombre de la banda We All Together.

## Estado de Salud
Carlos Guerrero estuvo en UCI del 12 de diciembre al 21 de diciembre de 2021, aunque no se hizo público el diagnóstico del guitarrista, se dio a conocer que su estado empeoró con el transcurso de las horas y ese mismo fue internado. Esto se dio en un momento difícil para Guerrero, ya que unos días antes había fallecido su hermano.
Debido a su delicado estado de salud, el concierto que se estaba preparado en homenaje a Los Beatles tuvo que ser cancelado. También se ausentó de Radio Mágica, donde se desarrolla como locutor, el 21 de diciembre de 2021 Carlos Guerrero, líder de la banda de rock peruana We All Together, ha sido dado de alta tras luchar por su vida en la Unidad de Cuidados Intensivos (UCI). Así lo informó la banda nacional Un Día en la Vida, que está organizando un evento benéfico para cubrir los gastos médicos del artista.

## Discografía
Con We All Together
- We All Together (1972)
- We All Together Singles (1973)
- We All Together, 2 (1974)
- Lo Más Grande de We All Together - Nuevas versiones (1990)
- Cincuenta Cincuenta (1991)
- En vivo (1992)
- Quédate (1992)
- We All Together 94 (1994)
- 25 años (1996)
- Alteraciones (1998)
- Las mejores baladas (1999)
- Aniversario (2001)
- En vivo en La Estación de Barranco (2001) – Bootleg
- El día que volvió la música (2003) – Bootleg en vivo auditorio Santa Úrsula
- Disco de oro (2004)
- Seguimos (2005)
- Surprise(2009)